# كارل رايت
كارل رايت (بالإنجليزية: Carl Wright)‏ هو راقص وممثل أمريكي، ولد في 2 فبراير 1932 في الولايات المتحدة، وتوفي في 19 مايو 2007 بشيكاغو في الولايات المتحدة بسبب سرطان.

## وصلات خارجية
- كارل رايت على موقع IMDb (الإنجليزية)
- كارل رايت على موقع قاعدة بيانات الفيلم (الإنجليزية)